# Xã Walker, Quận White, Arkansas
Xã Walker (tiếng Anh: Walker Township) là một xã thuộc quận White, tiểu bang Arkansas, Hoa Kỳ. Năm 2010, dân số của xã này là 183 người.